# Eois lavendula
Eois lavendula là một loài bướm đêm trong họ Geometridae.